# Escut de la Masó
L'escut oficial de la Masó (Alt Camp) té el següent blasonament:
Escut caironat: d'argent, una creu patent plena de gules; ressaltant sobre el tot, una domus oberta de sable. Per timbre, una corona mural de poble.

## Història
Va ser aprovat el 18 de novembre de 1998.
La creu dels templers fa referència als antics senyors de la Masó, igual com la domus (o "mesó"), senyal parlant relatiu al nom de la localitat que representa la residència que els cavallers del Temple tenien al poble.